# Isotomurus palustroides
Isotomurus palustroides är en urinsektsart som beskrevs av James P. Folsom 1937. Isotomurus palustroides ingår i släktet Isotomurus och familjen Isotomidae. Inga underarter finns listade i Catalogue of Life.